# Shahada, Maharashtra
Shahada ou Shahade (Devanagari: शहादा) est une ville située dans le District de Nandurbar du Maharashtra en Inde.